# Wilhelm Häusler
Wilhelm Häusler (15. června 1881 Krupka – 6. února 1969 Hof) byl československý politik a meziválečný poslanec Národního shromáždění za Německou sociálně demokratickou stranu dělnickou v ČSR.

## Biografie
Byl synem továrního dělníka. Vystudoval pět tříd národní školy. Vyučil se tiskařem v továrně na voskovaná plátna. Od roku 1905 byl členem rakouské sociální demokracie a od téhož roku působil i jako důvěrník odborů. Od roku 1918 pracoval jako tajemník textilních dělníků v Šumperku. V období let 1919–1927 zasedal za DSAP v obecním zastupitelstvu. V okresních volbách roku 1928 byl zvolen do okresního zastupitelstva. Mandát v něm složil v roce 1929 poté, co se stal poslancem Národního shromáždění. Působil i jako předseda okresní odborové komise a předseda okresní nemocenské pokladny.
Podle údajů k roku 1930 byl profesí odborovým tajemníkem v Šumperku. Působil v Šumperku jako městský radní a ředitel okresní nemocenské pojišťovny.
V parlamentních volbách v roce 1920 získal za Německou sociálně demokratickou stranu dělnickou v ČSR (DSAP) poslanecké křeslo v Národním shromáždění. Mandát v parlamentních volbách v roce 1925 neobhájil a do sněmovny se vrátil až po parlamentních volbách v roce 1929.
V letech 1932–1935 byl náhradníkem předsednictva DSAP. Do konce druhé světové války setrval v Šumperku. Po válce byl vysídlen do Bavorska. Zemřel v Hofu roku 1969.